# 四斑半齒脂鯉
四斑半齒脂鯉，為輻鰭魚綱脂鯉目脂鯉亞目半齒脂鯉科的其一種，分布於南美洲黑河、Trombetas、Araguari、Nickerie、Coppename及Oyapock河流域，體長可達13.1公分，棲息沙底質且流速快的溪流，成群活動，生活習性不明，可作為觀賞魚。